# تانين كرافيكسين
تانين كرافيكسين (بالتايلندية: ธานินทร์ กรัยวิเชียร)‏ (ولد في 5 أبريل 1927) هو رئيس وزراء تايلاند بين عامي 1976 و1977. درس تانين القانون في جامعة تاماسات وتخرج منها في عام 1948 من ثم أكمل دراسة في لندن. حظي باحترام كبير في تايلاند، وفي 20 أكتوبر 1977 خُلع من قبل الجيش التايلندي.

## روابط خارجية
- تانين كرافيكسين على موقع مونزينجر (الألمانية)